# Paton (Iowa)
Paton è un comune degli Stati Uniti d'America, situato nello Stato dell'Iowa, nella contea di Greene.
Il soldato James Francis Ryan (Matt Damon) della 101st Airborne Division, personaggio principale del film-oscar Salvate il soldato Ryan di Steven Spielberg, è indicato nel film dal sergente Miller (Tom Hanks) come proveniente da questa cittadina.